# Филинская (Владимирская область)
Филинская — деревня в Собинском районе Владимирской области России, входит в состав Березниковского сельского поселения.

## География
Деревня расположена в 4,5 км к северо-западу от Березников, административного центра сельского поселения, и в 10 км к югу от Собинки, районного центра.

## История
Деревня Березниковского сельсовета под названием Филино была ликвидирована приказом областного Совета народных депутатов № 947 от 17 августа 1970 года и приказом № 218 от 1 марта 1972 года.
С 2017 года велись подготовительные работы по восстановлению населённого пункта на том основании, что фактически сельское население сохранялось.
7 мая 2020 года вышел закон об образовании сельского населённого пункта — деревни — на территории Березниковского сельского поселения, название не уточнялось. Распоряжением Правительства Российской Федерации от 20.10.2020 № 2715-р деревне было присвоено название Филинская (во избежание смешивания с одноимённой деревней того же района. Законом Владимирской области от 24 декабря 2020 года № 139-ОЗ деревня была включена в Березниковское сельское поселение.